# Balancín

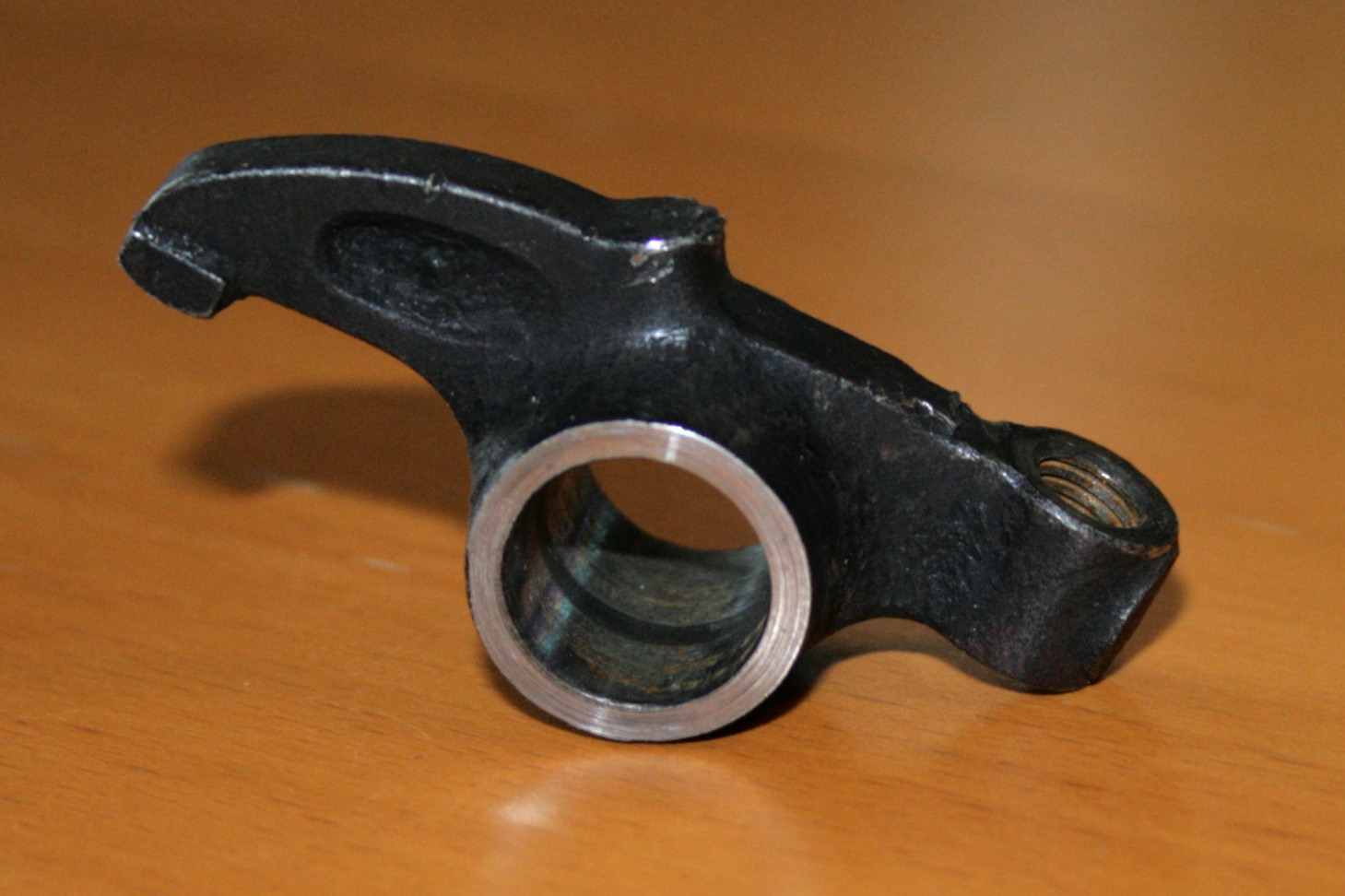
Balancín de un motor de explosión

En mecánica, el balancín es un elemento de máquina que transmite movimiento de un elemento a otro de un mecanismo, pivotando en un eje intermedio a su longitud como palanca de primer grado.
Es una palanca oscilante que transmite un movimiento radial desde el lóbulo de una leva, convirtiéndolo en el movimiento lineal de una válvula de asiento. Uno de sus extremos sube y baja empujado por un lóbulo giratorio del árbol de levas (ya sea directamente o mediante un empujador y una varilla de empuje), mientras que el otro extremo actúa sobre el vástago de la válvula. Cuando el lóbulo del árbol de levas levanta el brazo exterior, el brazo interior presiona el vástago de la válvula, abriéndola. A continuación, el brazo exterior regresa a su anterior posición debido a la rotación del árbol de levas, y entonces el interior se eleva, permitiendo que el muelle de la válvula la cierre.
Algunos motores con árboles de levas superiores emplean balancines cortos, en los que el lóbulo de la leva empuja hacia abajo (en lugar de hacia arriba) sobre el balancín para abrir la válvula. En este tipo de balancín, el punto de apoyo está al final en lugar de en el medio, mientras que la leva actúa en el centro del brazo. El extremo opuesto abre la válvula. Estos tipos de balancines son particularmente comunes en los motores de levas dobles y, a menudo, se usan en lugar de los empujadores directos. 

## Visión general
La leva de accionamiento es impulsada por el árbol de levas, que empuja el balancín hacia arriba y hacia abajo sobre el eje del balancín. La fricción puede reducirse en el punto de contacto con el vástago de la válvula mediante una punta de rodillo. Una disposición similar transfiere el movimiento a través de la otra punta de rodillo a un segundo balancín. Este gira alrededor del eje y transfiere el movimiento a la válvula de asiento mediante un taqué. En este caso, este movimiento abre la válvula de admisión a la culata.
Un balancín de rodillos es un balancín que utiliza rodamientos en lugar del deslizamiento de metal sobre metal. Tiene una rueda en su extremo como la de un odómetro, que gira mediante el uso de un rodamiento de agujas. En los motores con varillas de empuje, los balancines emplean un rodillo en el punto de contacto con el vástago de la válvula . Los balancines de rodillos también se pueden usar en motores de levas. Sin embargo, estos generalmente tienen el rodillo en el punto donde el lóbulo de la leva hace contacto con el balancín, en lugar de en el punto donde el balancín entra en contacto con el vástago de la válvula. Esto ayuda a reducir la fricción y el desgaste del lóbulo de la leva, de la misma manera que lo hacen los levantadores con rodillos en los motores de varillas de empuje.

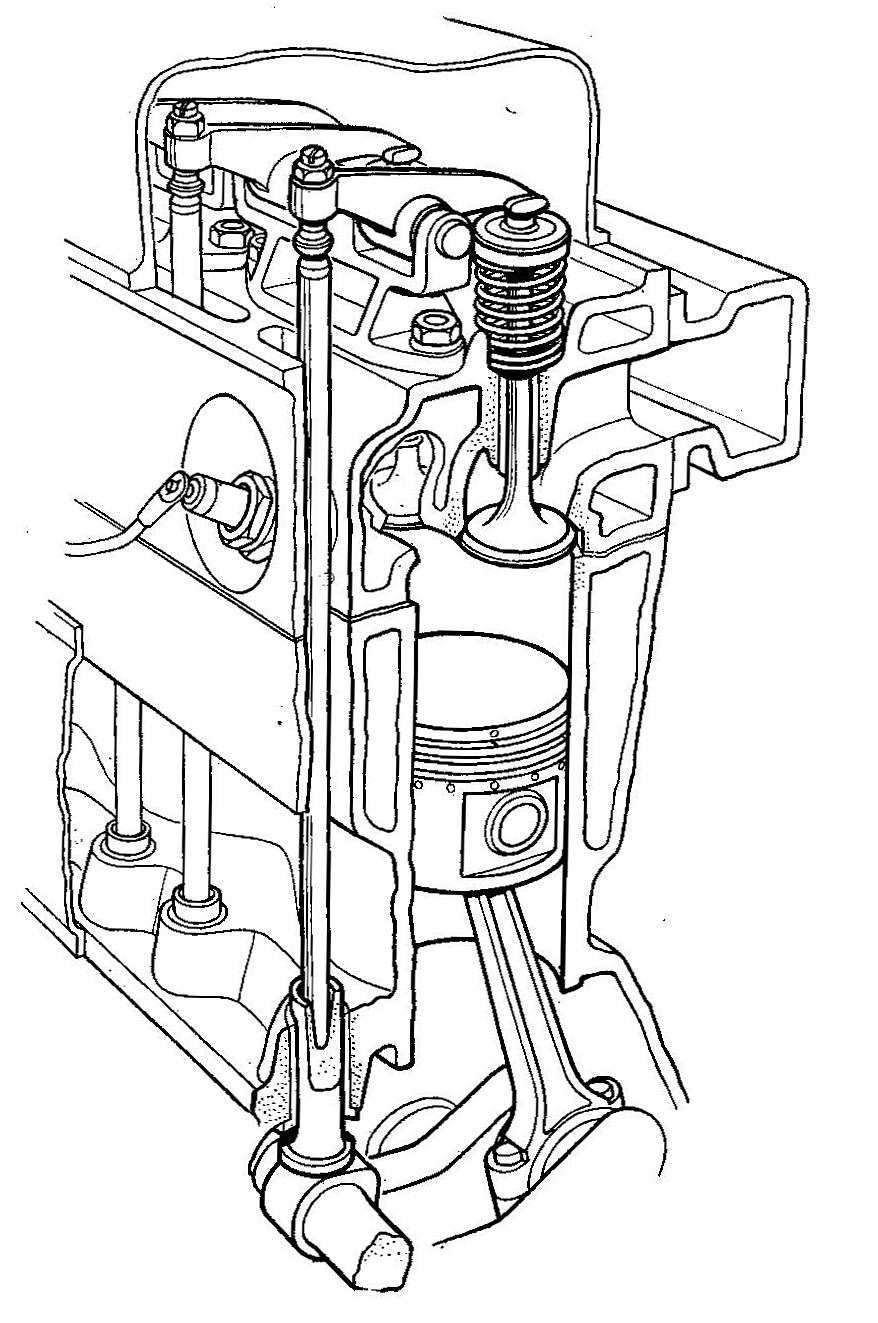
Sincronización del balancín en un motor OHV
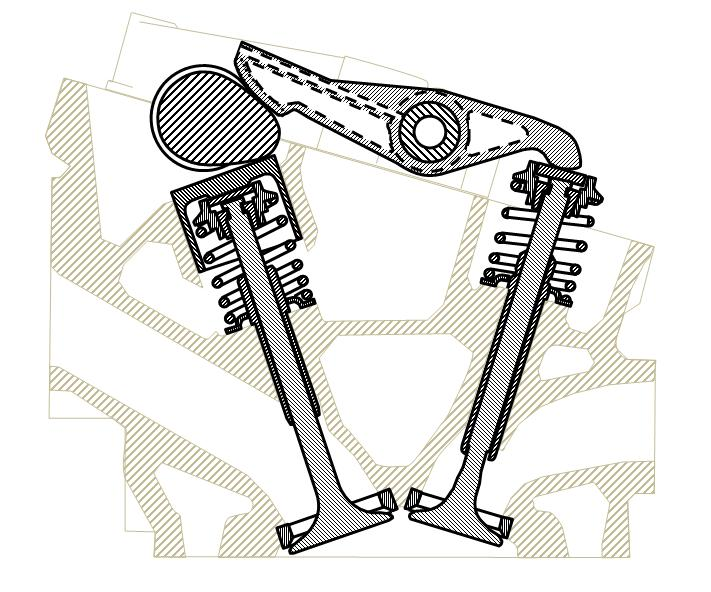
Balancín en la distribución de un motor SOHC
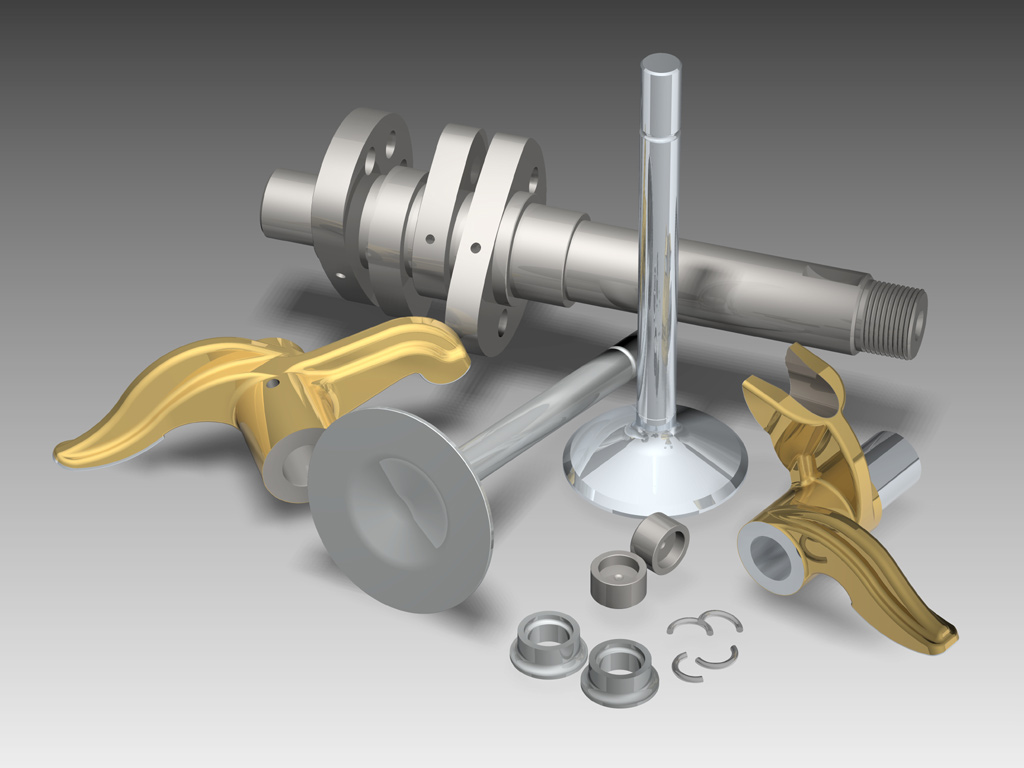
Balancines de sincronización desmodrómica de Ducati

## Palanca
La influencia efectiva del brazo (y, por lo tanto, la fuerza que puede ejercer sobre el vástago de la válvula) está determinada por la relación del balancín, que es la relación entre la distancia desde el centro de rotación del brazo oscilante hasta la punta, dividida por la distancia desde el centro de rotación al punto sobre el que actúa el árbol de levas o la varilla de empuje. El diseño automovilístico actual favorece relaciones de balancines de aproximadamente 1,5:1 hasta 1,8:1. Sin embargo, en el pasado se usaron relaciones positivas más pequeñas (la elevación de la válvula es mayor que la elevación de la leva) e incluso relaciones negativas (elevación de la válvula más pequeña que la elevación de la leva). Muchos motores anteriores a la Segunda Guerra Mundial usan una relación 1:1 (neutral).

## Materiales
Para los motores de los automóviles, los balancines normalmente se construyen usando acero estampado, lo que proporciona un equilibrio razonable de resistencia, peso y coste económico. Debido a que los balancines son, en parte, una masa oscilante, si su peso es excesivo, especialmente en los extremos de la palanca, se limita la capacidad del motor para alcanzar altas revoluciones. Por esta razón, el aluminio se usa a menudo en balancines de alto rendimiento para motores de varilla de empuje, así como también para motores con árboles de levas en cabeza. Los balancines de aluminio en estos motores a menudo tienen una almohadilla o rodillo de acero donde la leva hace contacto con el balancín, con el objeto de reducir el desgaste. Los motores de los camiones (principalmente diésel) usan balancines más fuertes y rígidos, fabricados con hierro fundido (generalmente dúctil) o acero al carbono forjado. 

## Historia
Desde el siglo XIX, los balancines se han fabricado con y sin puntas de rodillos para presionar las válvulas. 

### Uso de aleaciones
Se han utilizado muchas aleaciones ligeras y de alta resistencia, combinadas con distintas configuraciones de rodamientos dispuestas en el punto de apoyo, en un esfuerzo por aumentar los límites de la velocidad de giro en aplicaciones de alto rendimiento, optimizando las ventajas de esta tecnología a vehículos de producción de alta gama. 

### Geometría
Los detalles del diseño de la geometría de los balancines han sido estudiados y modificados para maximizar la eficacia de la transmisión del movimiento entre la leva y la válvula, según lo establecido por la Patente Miller de EE. UU. # 4,365,785, otorgada a James Miller el 28 de diciembre de 1982. Esta patente es a menudo conocida como MID-LIFT. Anteriormente, el diseño de los puntos de pivote específicos del balancín se basaban en teorías más antiguas y menos eficientes que estudiaban el movimiento de arco excesivo, debido a que aumenta el desgaste de las puntas de las válvulas, de las guías y de otros componentes del tren de válvulas, además de reducir la capacidad efectiva del lóbulo de la leva para transmitir su movimiento hacia la válvula. La patente MID-LIFT de Jim Miller estableció un nuevo estándar de precisión geométrica del balancín, que definió y duplicó los ángulos de ataque específicos de la varilla de empuje a la válvula, y luego diseñó los puntos de pivote del balancín para que se estableciera una relación perpendicular exacta en ambos brazos con respecto a la válvula y a la varilla de empuje cuando la válvula estaba en su punto de movimiento de "elevación media".